# Николай Михайлович
Велик княз Николай Михайлович Романов (на руски: Николай Михайлович Романов) е руски велик княз от рода Романови. Офицер, генерал-лейтенант. Участник в Руско-турската война (1877 – 1878). Историк.

## Биография
Николай Романов е роден на 26 април 1859 г. в Царское село в семейството на великия княз Михаил Николаевич, четвърти син на император Николай I. Майка му е великата княгиня Олга Фьодоровна, с роджено име принцеса Цецилия фон Баден-Хохберг, дъщеря на великия херцог Карл-Леополд от Баден-Хохберг. Расте с пет братя и една сестра в Тифлис, където баща му е кавказски наместник (генерал-губернатор) и получава домашно образование.
Посвещава се на военното поприще. Произведен е в първо офицерско звание през 1875 г.
Участва в Руско-турската война (1877 – 1878) на Кавказкия фронт. Служи в Кавказката учебна рота и 2-ри стрелкови батальон (1877 – 1879). За битката при Аладжа е награден с орден „Свети Георги“ IV степен (1877).
След войната служи в лейбгварейския Гренадирски полк (1881). Завършва Николаевската академия та Генералния щаб (1885). Служи в Кавалерградския полк. Командир на 16-и Мингрелски гренадирски полк (1895) и на Кавказката гренадирска дивизия (1897).
Излиза в оставка от Руската армия с повишение във военно звание генерал-лейтенант през 1903 г. Ръководи Руското географско общество и Обществото за защита и съхраняване на паметниците на изкуството и старините. Занимава се с исторически изследвания. След Октомврийската революция е заточен във Вологда. Разстрелян на 30 януари на 1919 г. в Санкт Петербург. Реабилитиран е с постановление на Генералната прокуратура на Руската федерация на 9 юни 1999 г.

## Исторически трудове
- Князья Долгорукие (1902);
- Граф Павел Александрович Строганов (1903);
- Дипломатические сношения России и Франции 1808 – 1812 т. I – VII (1905 – 1908 – 1914);
- Александр I.(1912);
- Императрица Елизавета Алексеевна (1908 – 1909);
- Переписка императора Александра I с его сестрой великой княжной Екатериной Павловной (1910);
- Генерал-адъютанты императора Александра I (1912);
- Донесения австрийского посланика Людвиг Лебцельтерна 1816 – 1826 (1913);
- Русский некрополь в Париже
- Петербургский некрополь
- Московский некрополь
- Провинциальный некрополь
- Русские портреты XVIII и XIX столетий. Издание Великого князя Николая Михайловича Романова (1905)